# Benátky

Rozdělení na čtvrti (sestieri):
Cannaregio
Castello
Dorsoduro a Giudecca
San Marco
San Polo
Santa Croce

Benátky (italsky Venezia [veˈnɛttsja]IPA, benátsky Venesia nebo Venexia [veˈnɛssja]IPA) jsou hlavní město severoitalské oblasti Benátsko. Jeho historické jádro leží na ostrovech v mělké Benátské laguně, oddělené od Jaderského moře úzkou kosou Lido, novější části města byly vybudovány na pevnině (Mestre). Ve dnech zvaných „acqua alta“ (vysoká voda), kterých bývá každoročně průměrně 54, se zde zvýší hladina moře až o 90 cm.
Kdysi námořní a obchodní velmoc a středisko sklářství, mají Benátky dodnes velký historický, kulturní, společenský i administrativní význam. Ve středověku byly centrem Benátské republiky, dnes jsou středem své oblasti, probíhá tu bohatý kulturní život. Nachází se zde velký přístav (na západním kraji) a letiště (na pevnině). Od roku 1987 jsou Benátky a celá okolní laguna jako jedna z nejnavštěvovanějších italských destinací památkou UNESCO. Město žije převážně z turistického ruchu. Každý rok je navštíví přibližně 25 milionů turistů z celého světa a Benátky tak patří mezi nejnavštěvovanější města světa. Důležitou roli přitom hraje Biennale di Venezia, prestižní přehlídka současného výtvarného umění pořádaná v každém lichém roce.
Od roku 1932 se zde pořádá mezinárodní Benátský filmový festival. V roce 1949 tu poprvé pro hlavní cenu použili název „Lev sv. Marka“, (o tři roky později se této ceně začalo říkat – a říká dosud „Zlatý lev sv. Marka“, vedle ní se tu také pokaždé uděluje i několik „Stříbrných lvů sv. Marka“).

## Historie

### Vznik a vzestup Benátek
Počátky města spadají do období stěhování národů, název Venezia snad podle kmene Venetů/Benetů, který se v této oblasti usadil, když barbary ohrožované obyvatelstvo hledalo útočiště na bahnitých ostrůvcích Laguny; z osady prostých chýší na dřevěných pilotách (založené snad už v 5. století) se postupně vyvinulo sebevědomé město, sice bez pozemkového a surovinového zázemí, ale výhodně orientované na obchod s východním středomořím a Byzancí. Obchod Benátčané brzy dokázali chránit jak mocným válečným loďstvem, tak obratnou diplomacií, těžící ze svého  nejasného postavení mezi sférami zájmu západního a východního císařství; velkou roli zde hrál i státní kult sv. Marka. Benátky se tak staly bohatou a sebevědomou patricijskou republikou s vlastními volenými orgány (v čele s dóžetem – prvně zmíněným k roku 697) a s ohromným vlivem ve východním Středomoří, posíleným četnými obchodními osadami a vojenskými základnami.

### Středověk a vrchol benátské moci, výtvarné umění, hudba a divadlo
Už ve středověku se Benátčané vypořádali s většinou soupeřů (Janov, Pisa), aktivně se podíleli na organizaci křížových výprav (dóžata Enrico Dandolo, Francesco Morosini atd.) a dlouhá staletí dokázali čelit i tlaku Osmanské říše.
Vrcholu moci dosáhla republika sv. Marka na přelomu 15. a 16. století, kdy se město stalo významnou metropolí výtvarného umění, hlavně malby (rodina Belliniů, V. Carpaccio ad.) a po přílivu umělců z Říma, roku 1527 vypleněného vojsky Karla V., také architektury (V. Scamozzi, Jacopo Sansovino, A. Palladio). Malba si pak držela svoji vedoucí roli od 16. až do 18. století (Tizian, Paolo Veronese, Tintoretto, Tiepolo), kdy výrazně ovlivnila i tvorbu v našich zemích a nakonec dosáhla prahu moderního impresionismu (F. Guardi). Avšak nelze přitom zapomenout na tradici benátské hudby a divadla. Především Benátská hudební škola v 16. - 17. století získala světovou proslulost. První veřejná divadelní scén pak byla otevřena v r. 1637 a další divadla pak v letech následujících. Z Benátek pocházel např. dramatik Carlo Goldoni, stejně jako hudební skladatel Antonio Vivaldi a mnoho dalších.
Významnou roli v kulturním životě města sehrály tzv. scuoly. Původně se jednalo o charitativní bratrstva, později spíše o bohaté cechovní korporace s potřebou reprezentace, které díky tomu zanechaly v Benátkách skvělé budovy s nádhernou malířskou výzdobou (viz například Scuola Grande di San Rocco).

### Úpadek Benátek
Od sklonku 16. století však benátská moc pozvolna upadala, zejména po objevu plavebních cest kolem Afriky a v důsledku neustálé turecké expanze. Konec tisícileté "Nejjasnější Benátské republiky" (Serenissima Repubblica di Venezia) přinesla francouzská okupace roku 1797. Město tehdy ovládl Napoleon na 8 měsíců, do ledna 1798, kdy se Benátsko stalo (na 8 let) součástí Rakouska, a to na základě mírové smlouvy v Campo Formio.  V prosinci 1805, po bitvě u Slavkova a na základě Prešpurské mírové smlouvy byly Benátky opět francouzské (na 8 let a cca 4 měsíce). Po porážce Napoleona v prvních měsících roku 1814 (byl izolován na Elbě) získalo Benátky znovu Rakousko a to na cca 52 let. Toto období bylo počátkem r. 1848 přerušeno (na asi 1,5 roku) lidovým povstáním pod vedením Daniele Manina a obnovením Benátské republiky. Ovšem povstání bylo rozdrceno už v následujícím roce 1849.  
Definitivní tečku za touto sedmdesátiletou "odyseou" učinilo připojení Benátska k čerstvě sjednocené Itálii v r. 1866.
Zajímavostí je, že Napoleon za uvedenou krátkou dobu v Benátkách stihnul mnohé, špatné i dobré. Boural i stavěl. Vybudoval veřejné sady na špici čtvrti Castello, dláždil ulice, zakázal karneval aj. A také zrušil židovské Ghetto včetně souvisejícího omezení pohybu obyvatel. 
Po Napoleonově pádu byly Benátky roku 1815 přiřčeny rakouskému císařství, což bylo vnímáno jako akt další okupace, a bylo zcela logické, že nespokojení obyvatelé se bouřili a nezůstali stranou ani revolučních událostí let 1848–49. Bezohledným ostřelováním města tehdy „nastolil pořádek“ slavný český maršál Jan Radecký z Radče. V roce 1866 se město plebiscitem (674 426 hlasů proti 69) připojilo k sjednocené Itálii.

## Náboženství
Ve městě sídlí patriarcha benátského patriarchátu, který je metropolitou benátské církevní provincie a prezidentem biskupské konference církevního regionu Triveneto. Stolec benátského patriarchy je po římském, na němž sedí papežové, nejvýznamnějším diecézním stolcem Itálie a jen ve 20. století se papeži stali tři benátští patriarchové: (Pius X., Jan XXIII. a Jan Pavel I.)
V Benátkách také existuje jedna z historicky nejvýznamnějších středoevropských židovských obcí. V části Cannaregio se nachází historická židovská čtvrť – ghetto – přičemž tento termín pochází právě odsud. Pochází odsud však pouze název označující židovskou čtvrť, první fungující ghetto na světě nebylo zde, jak se často mylně uvádí, protože zdejší ghetto bylo založeno až roku 1516, kdy už např. v Čechách, Německu či Rakousku uzavřená židovská sídliště v rámci městských celků existovala víc než sto let. Říkalo se jim však "židovská města" (podobně jako např. v Praze na Josefově), termín ghetto je tedy označení pozdější a skutečně z Benátek pochází.

## Podnebí
| Benátky – podnebí           | Benátky – podnebí | Benátky – podnebí | Benátky – podnebí | Benátky – podnebí | Benátky – podnebí | Benátky – podnebí | Benátky – podnebí | Benátky – podnebí | Benátky – podnebí | Benátky – podnebí | Benátky – podnebí | Benátky – podnebí | Benátky – podnebí |
| Období                      | leden             | únor              | březen            | duben             | květen            | červen            | červenec          | srpen             | září              | říjen             | listopad          | prosinec          | rok               |
| --------------------------- | ----------------- | ----------------- | ----------------- | ----------------- | ----------------- | ----------------- | ----------------- | ----------------- | ----------------- | ----------------- | ----------------- | ----------------- | ----------------- |
| Nejvyšší teplota [°C]       | 11                | 14                | 18                | 23                | 27                | 30                | 32                | 31                | 27                | 23                | 17                | 12                | 30                |
| Průměrné denní maximum [°C] | 7                 | 9                 | 13                | 17                | 22                | 25                | 28                | 27                | 23                | 17                | 11                | 7                 | 17,2              |
| Průměrná teplota [°C]       | 3,5               | 5                 | 9                 | 13                | 18                | 21                | 23,5              | 22,5              | 19                | 14                | 8                 | 4                 | 13,4              |
| Průměrné denní minimum [°C] | 0                 | 1                 | 5                 | 9                 | 14                | 17                | 19                | 18                | 15                | 11                | 5                 | 1                 | 9,6               |
| Nejnižší teplota [°C]       | −4                | −3                | −1                | 5                 | 9                 | 12                | 16                | 14                | 12                | 4                 | −1                | −4                | −4                |
| Průměrné srážky [mm]        | 58,1              | 54,2              | 57,1              | 64,3              | 68,7              | 76,4              | 63,1              | 83,1              | 66                | 69                | 87,3              | 53,7              | 801               |
| Zdroj:                      |                   |                   |                   |                   |                   |                   |                   |                   |                   |                   |                   |                   |                   |

## Kanály a mosty
Hlavní ulice doplňuje asi stovka kanálů, kde je čilý dopravní ruch. Ve městě je překonává přes 400 kamenných mostů a asi 15 000 domů zde stojí na dubových kůlech zaražených do mořského dna. Dopravní tepnou je Canal Grande, 4 km dlouhý a asi 70 m široký kanál, který prochází přímo středem města. Spojuje hlavní nádraží a přístav s historickým náměstím Svatého Marka a centrem města. Nejstarší a nejznámější most je Ponte di Rialto, který jako jeden ze čtyř spojuje obě části města rozdělené kanálem. Mramorový oblouk 48 m dlouhý doplňují dvě řady obchodů. Ve městě zajišťují dopravu motorové lodě, které brázdí kanály, pro turisty jsou k dispozici klasické gondoly. Čtvrtý most Ponte della Costituzione byl postaven španělským architektem Santiago Calatrava v roce 2008.

## Pamětihodnosti

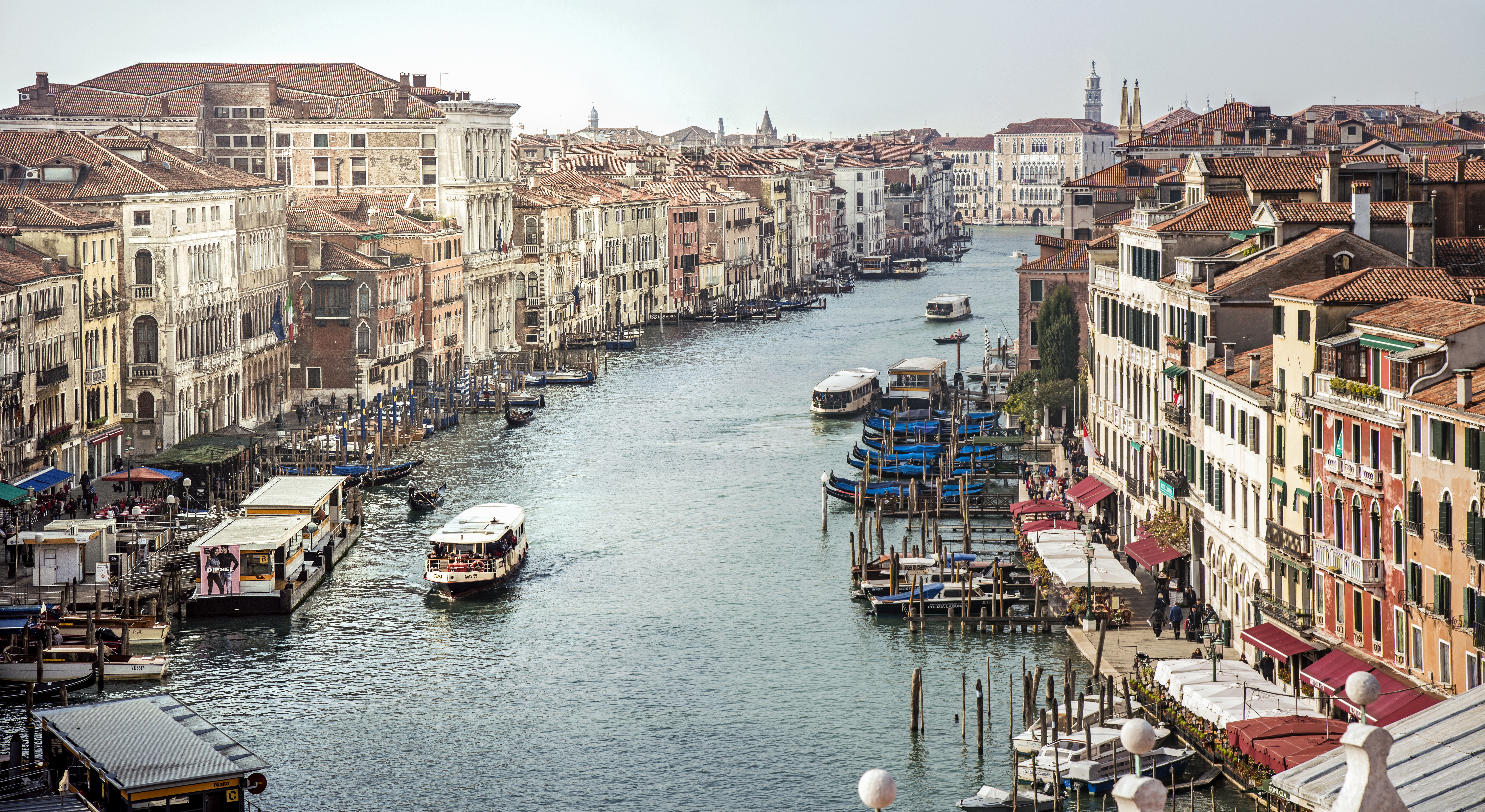
Velký kanál v Benátkách

Historické Benátky jsou plné kulturních a uměleckých památek. Od nejstarších staveb, jako je bazilika svatého Marka nebo Dóžecí palác 12.–15. století, přes gotické kostely Santa Maria dei Frari a Santi Giovanni e Paolo, renesanční stavby – Bibliotheca Marciana (Sansovino) a kostel San Giorgio Maggiore (A. Palladio) z téže doby – až po barokní kostel Santa Maria della Salute. Na Náměstí svatého Marka, na Canal Grande i v dalších čtvrtích města jsou historické a umělecké poklady, které uvnitř uchovávají další mistrovská díla.

### Benátské kostely

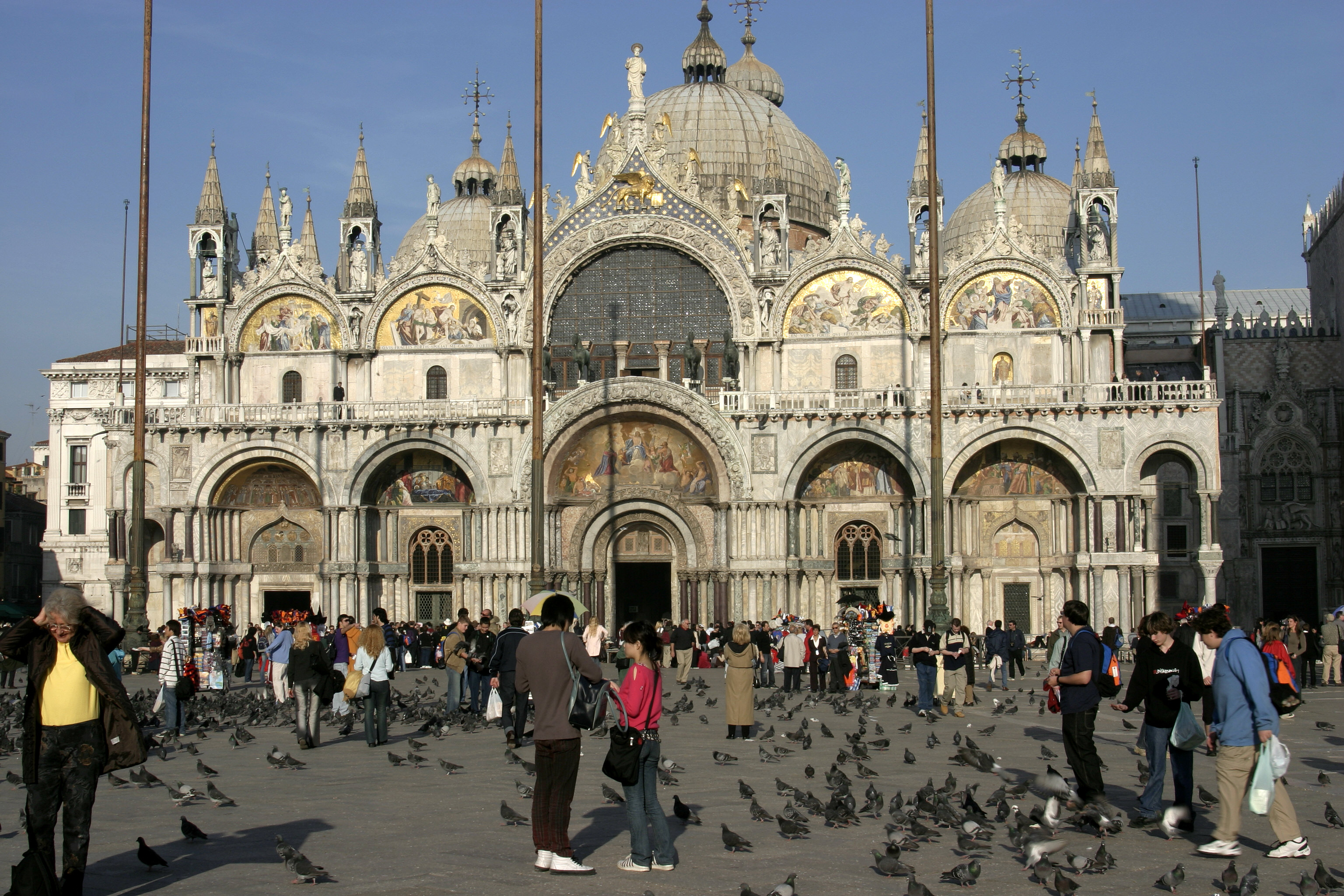
Bazilika svatého Marka

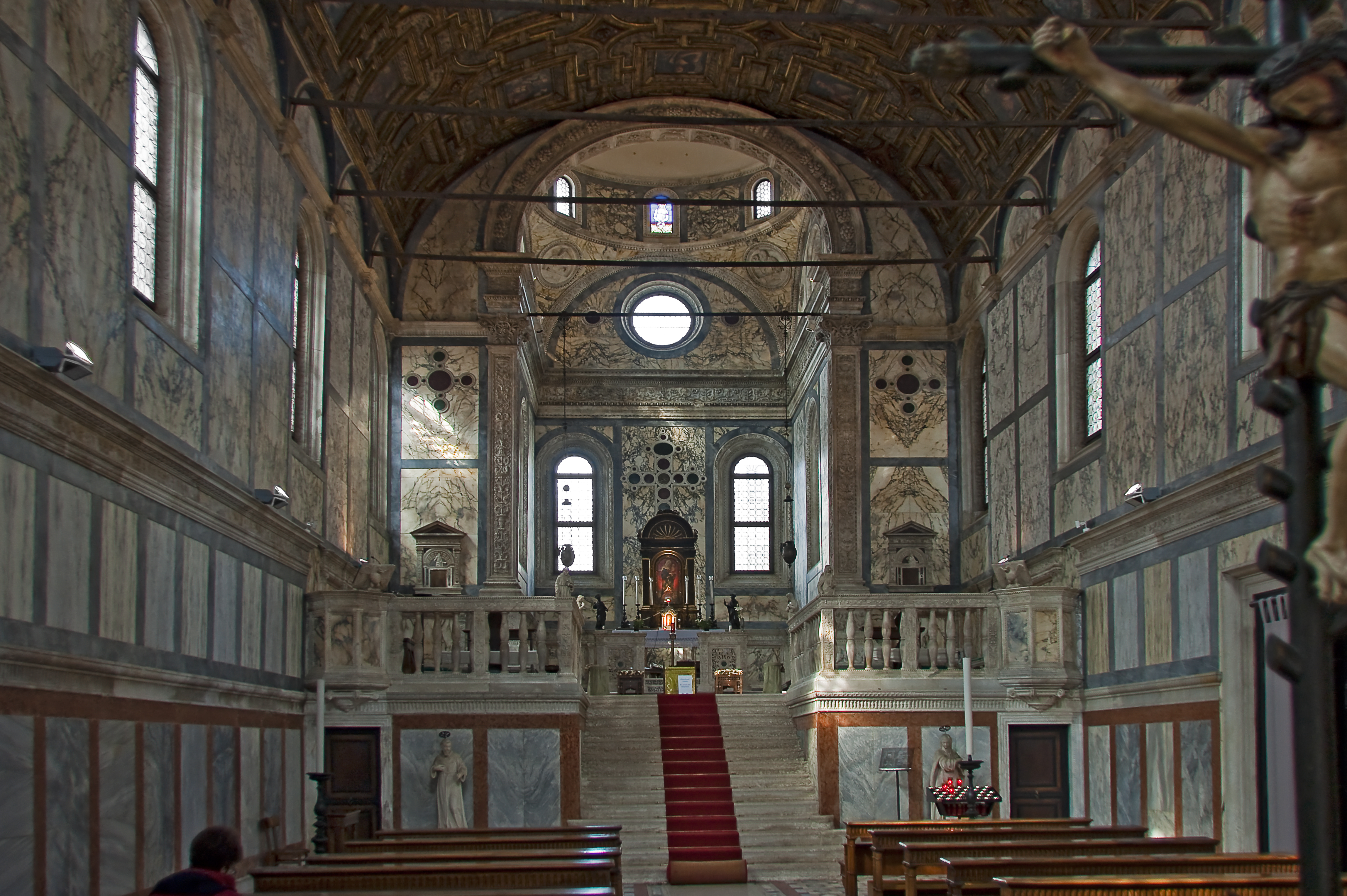
Santa Maria dei Miracoli, vnitřek

- Bazilika svatého Marka (Basilica San Marco) – hlavní benátský kostel, zasvěcený patronovi města a kraje; založený v 9. století a po vypálení znovu vystavěn v 11. století s kupolemi v byzantském stylu a ve 14. století dostavěn v gotickém slohu.
- San Giorgio Maggiore – kostel sv. Jiří Většího, i s klášterem založený benediktiny roku 982, přestaven ve slohu renesančním a barokním, s kopulí (Andrea Palladio, 1610) na ostrově naproti dóžecímu paláci
- Santa Maria dei Frari – klášterní kostel Panny Marie bratří (dominikánů) – největší gotický chrám v Benátkách, s hroby dóžat a dalších významných Benátčanů; bývalý klášter slouží státnímu archivu; proti kostelu na severní straně: ve čtvrti San Polo
- kostel sv. Rocha a přilehlá Škola sv. Rocha Scuola Grande di San Rocco; stavby protimorového bratrstva; proslulé Tintorettovy fresky
- Il Redentore kostel Vykupitele, původně s klášterem františkánů, jedna z hlavních staveb renesančního architekta Andrey Palladia
- Bazilika Madonna dell' Orto – jeden z nejvýznamnějších gotických chrámů města, její věž s kupolí je dominantou severního pobřeží, obrazy vytvořil převážně Tintoretto, který v sousedství bydlel a je v tomto kostele pohřben; ve čtvrti Cannareggio
- Santi Giovanni e Paolo (Zanipaolo) – bazilika sv. Jana a Pavla s přilehlou opatrovnou a školou – gotická stavba, ve čtvrti Castello na severu města
- Basilica Santa Maria dei Miracoli – renesanční kostelík Panny Marie zázračné z 15. století – s barevným mramorovým obložením; blízko mostu Rialto
- Basilica Santa Maria della Salute – centrální stavba s kopulí z roku 1687 na jižním ústí Canal Grande
- Kostel svatých apoštolů (Chiesa dei Santi Apostoli) – založen v 6. století pro první křesťany ve městě, přestavován vícekrát až do doby baroka, významná kaple Cornaro; pro Čechy pozoruhodný postranní oltář s barokním obrazem Panny Marie se svatým Janem Nepomuckým
- Santa Maria Maddalena – centrální stavba z roku 1778 v severní části města
- Santa Maria di Nazareth (také Scalzi) z roku 1705 blízko nádraží
- San Marcuola – barokní z roku 1736 na Canal Grande
- chrám svatého Martina (San Martino) – středověký, barokně přestavěný, ve čtvrti Castello
- Santi Geremia e Lucia – z roku 1753 v severní části města na Canal Grande

- Svatý Zachariáš (San Zaccharia) – renesanční, ve čtvrti Castello, východně od San Marco

### Benátské paláce

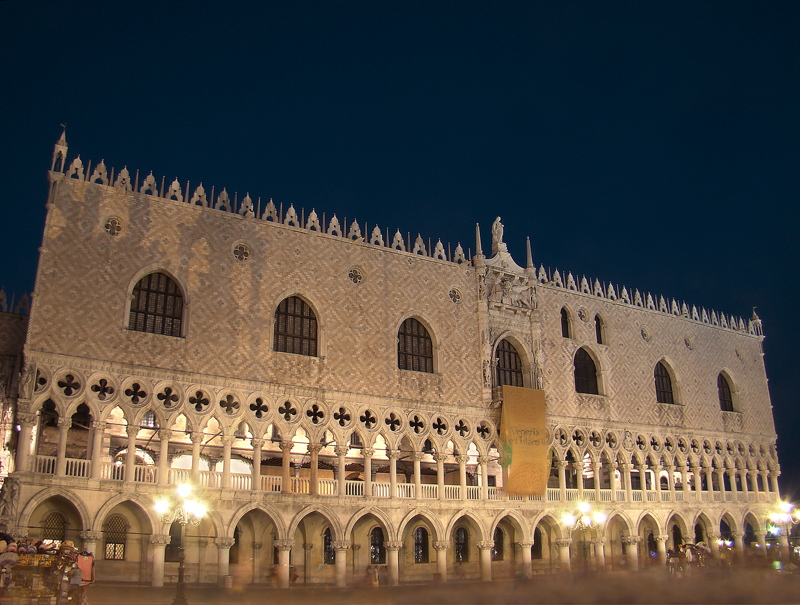
Dóžecí palác (Palazzo Ducale)

Benátské paláce byly postaveny tak, aby odpovídaly potřebám města bez ulic, návštěvníci totiž obvykle připlouvali lodí. Většina benátských domů měla dvě patra, kuchyň byla situována buď v přízemí pro snadnější přístup k vodě, nebo v podkroví, aby lépe unikaly pachy vznikající při vaření.
Nejstarší dochované soukromé paláce v Benátkách pocházejí ze 13. století a jejich architektura odráží vliv byzantského světa. Bohatě zdobené paláce v gotickém slohu jsou v Benátkách mnohem četnější než v jakémkoli jiném stylu. Nejproslulejší je Dóžecí palác s elegantními oblouky z istrijského kamene a krásnou kružbou, která propůjčuje fasádě jemný, jakoby krajkový vzhled. Renesanční domy v Benátkách často stavěli z pískovce místo tradičních cihel. Mezi typické náměty, jež nastupující ozdobný styl převzal ze starověkého Řecka a Říma, patří kanelované sloupy, korintské hlavice a polokruhové oblouky. Kořeny benátského baroka sahají do klasické renesance. Věnce, girlandy, cherubíni, maskarony a rozety oživují průčelí budov, jako například Ca' Pesary ze 17. století.
- Dóžecí palác (Palazzo Ducale), sídlo dóžete a benátské vlády, hlavní dílo benátské gotiky ze 14. až 15. století
- Palazzo Fondaco dei Turci – jeden z nejstarších benátských paláců z 13. století v byzantsko-benátském slohu
- Palazzo Vendramin-Calergi – raně renesanční palác z roku 1509
- Ca' Pessaro – barokní palác dokončený v roce 1710, dnes zde sídlí Galeria d'Arte Moderna a Museo d'Arte Orientale
- Ca' d'Oro – je považovaný za nejhezčí pozdně gotický palác v Benátkách, byl postavený 1422–1440, sídlí zde Galleria Franchetti
- Ca' da Mosto – jeden z nejstarších paláců na Canal Grande, spodní stavba je ze 13. století, horní část ze 17. století
- Palazzo Loredan – přízemní část je ze 13. století, patra z 16. až 19. století, sídlí zde radnice
- Palazzo Grimani – stavba z roku 1575 dle plánů M. Sanmicheliho je považovaná za ukázku vrcholné renesance
- Palazzi Mocenigo – čtyři paláce rodiny Mocenigů, nejstarší je z 16. století
- Ca' Foscari – se sousedním Palazzo Giustian tvoří komplex, gotický palác z 15. století, sídlí zde univerzita
- Palazzo Grassi – jeden z mladších paláců, barokně-klasicistní z pol. 18. století
- Ca' Rezzonico – barokní stavba z let 1649 až 1745 od architektů Longhena a Massariho
- Ca' Dario – jeden ze starších benátských paláců z let 1479–1487
- Palazzo Cavalli-Franchetti – gotický stavba z 15. století s neogotickými prvky z 19. století[9]

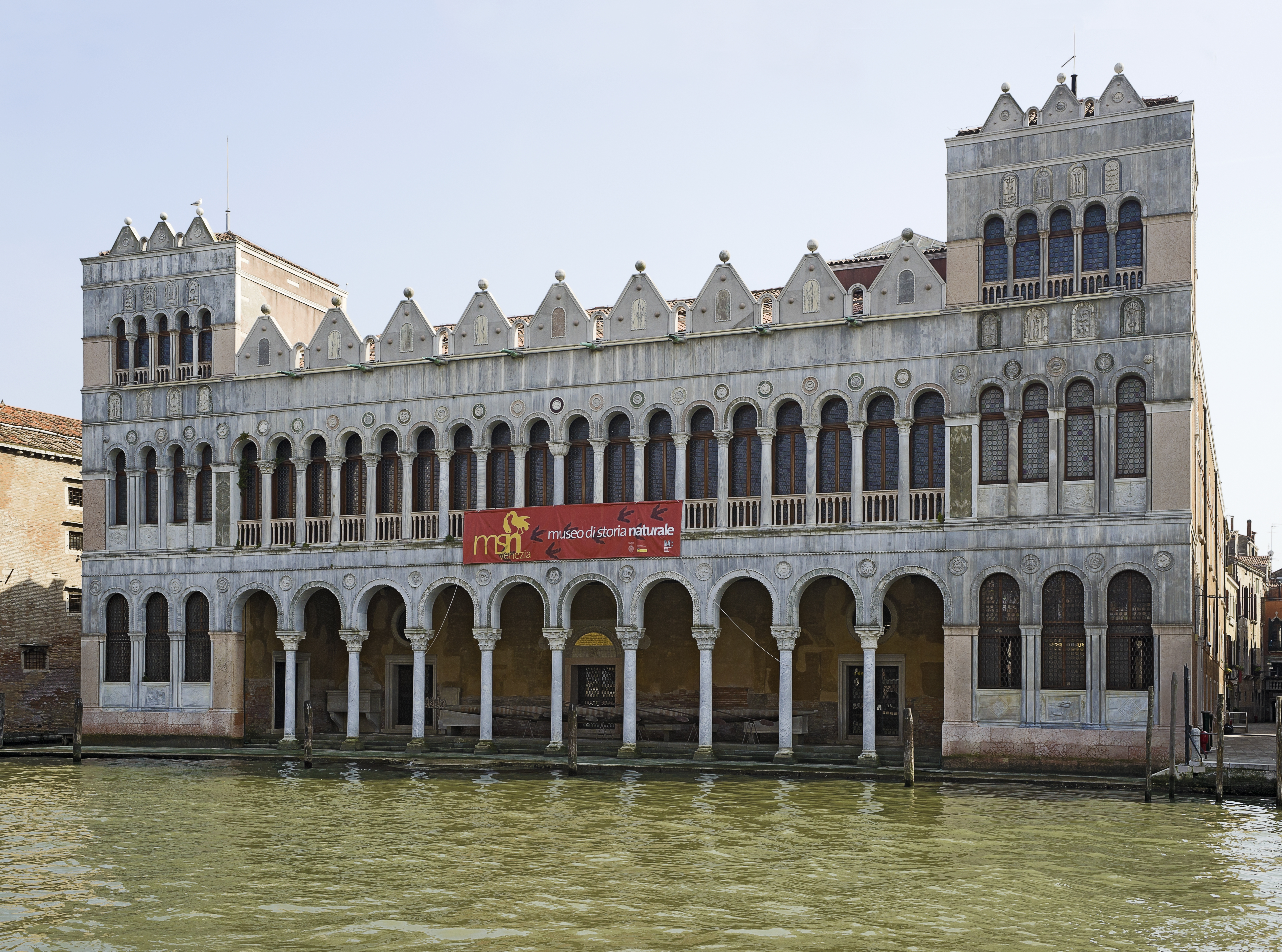
Palazzo Fondaco dei Turchi
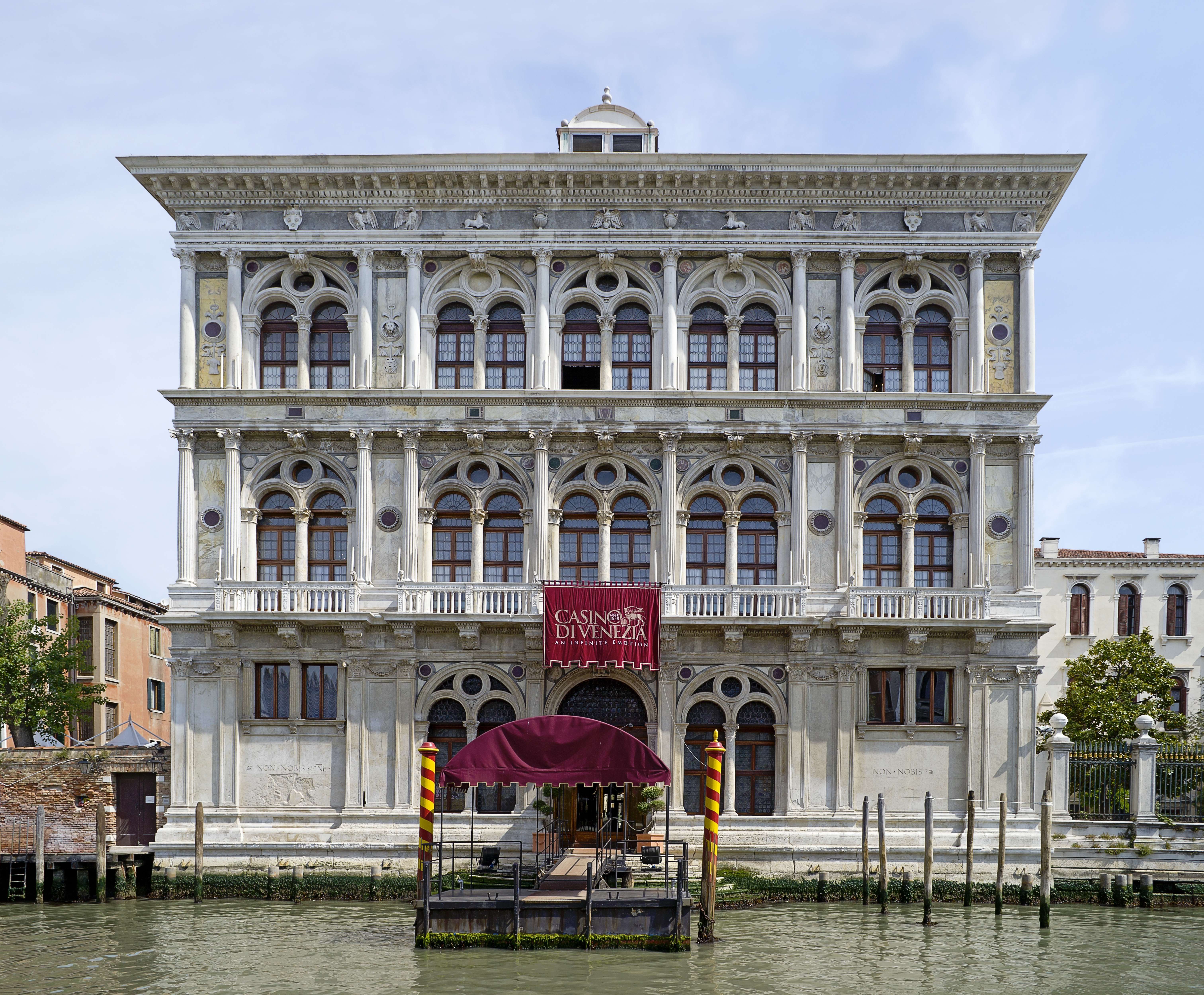
Palazzo Vendramin-Calergi
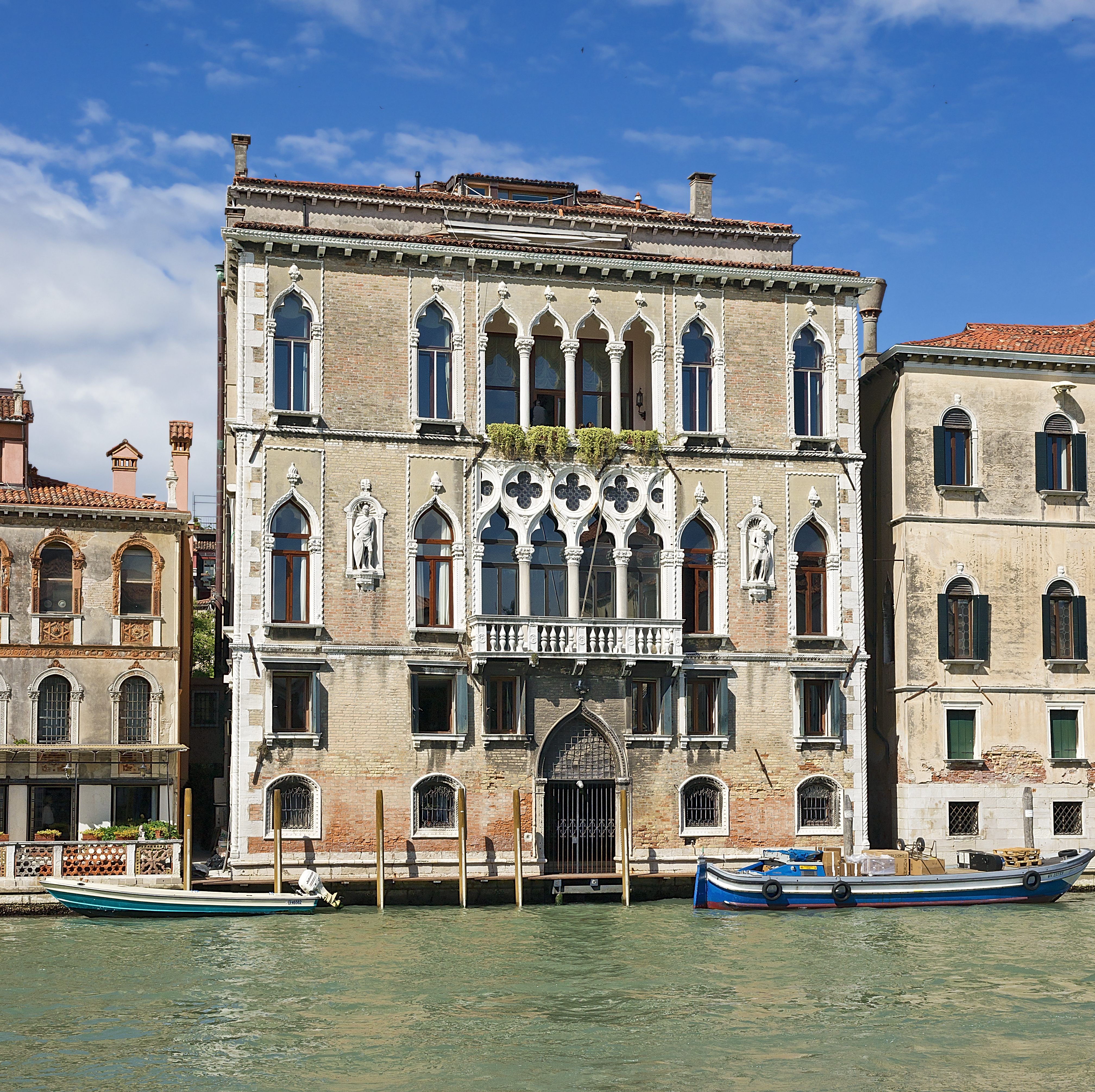
Palazzo Loredan
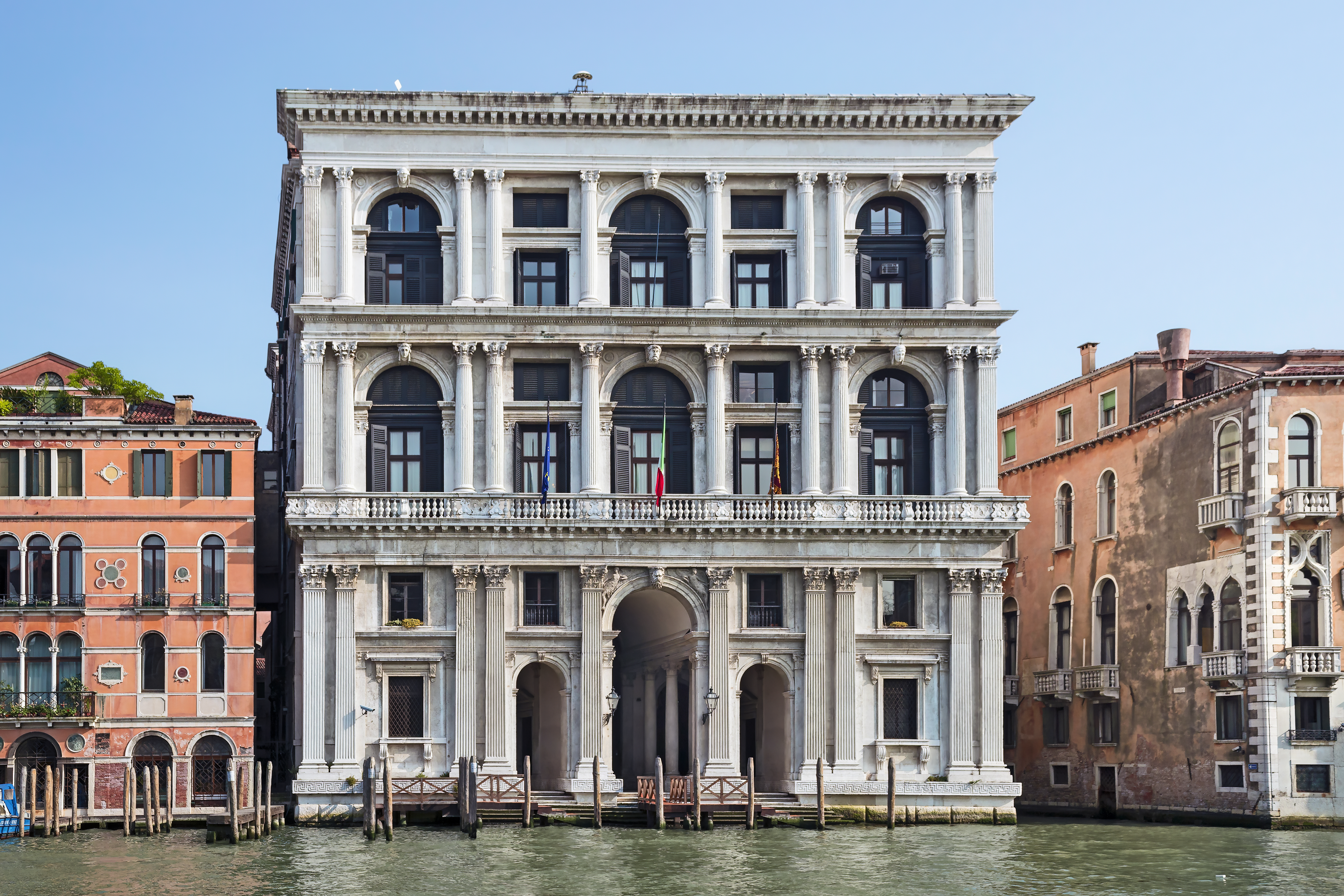
Palazzo Grimani
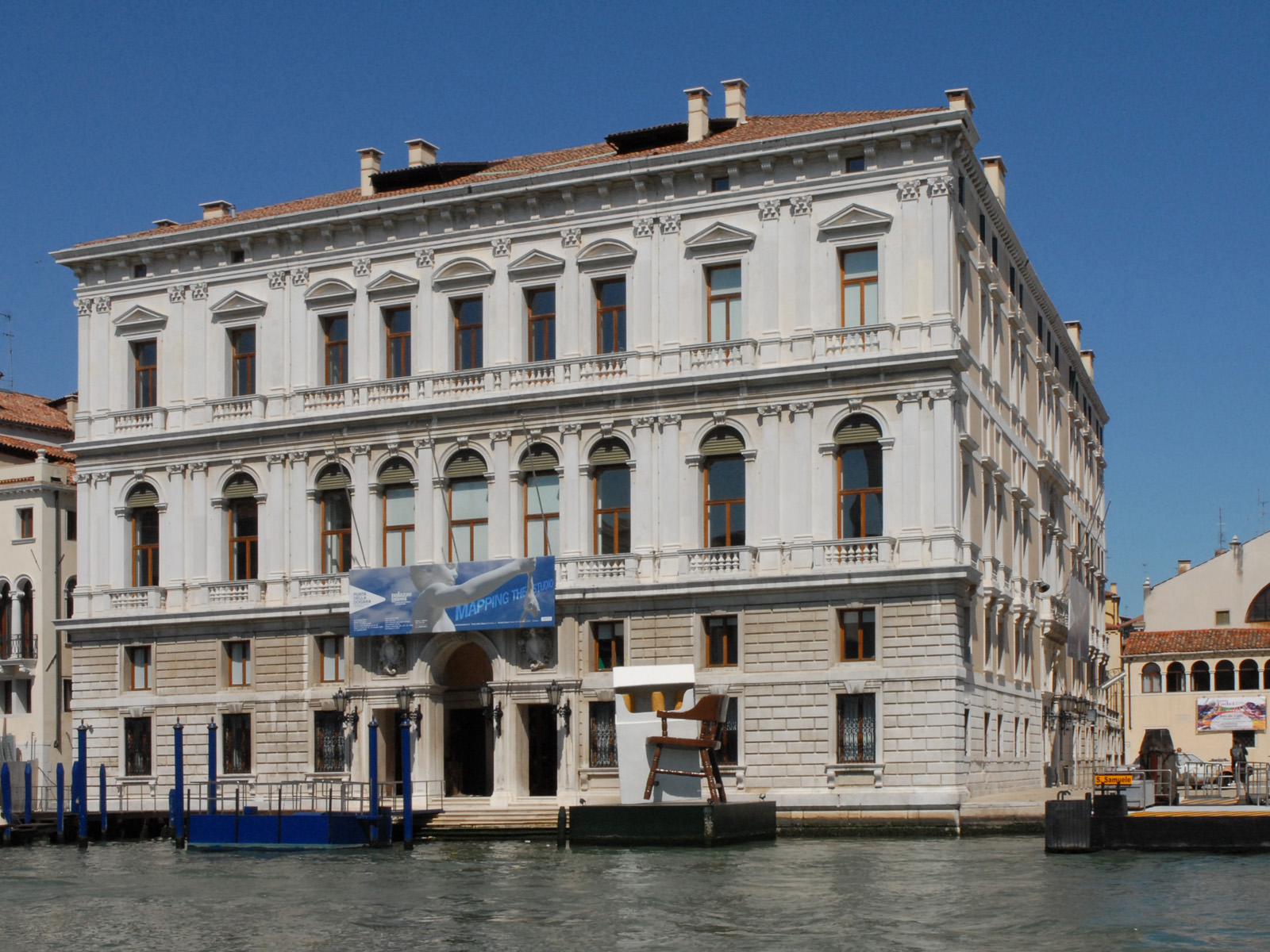
Palazzo Grassi
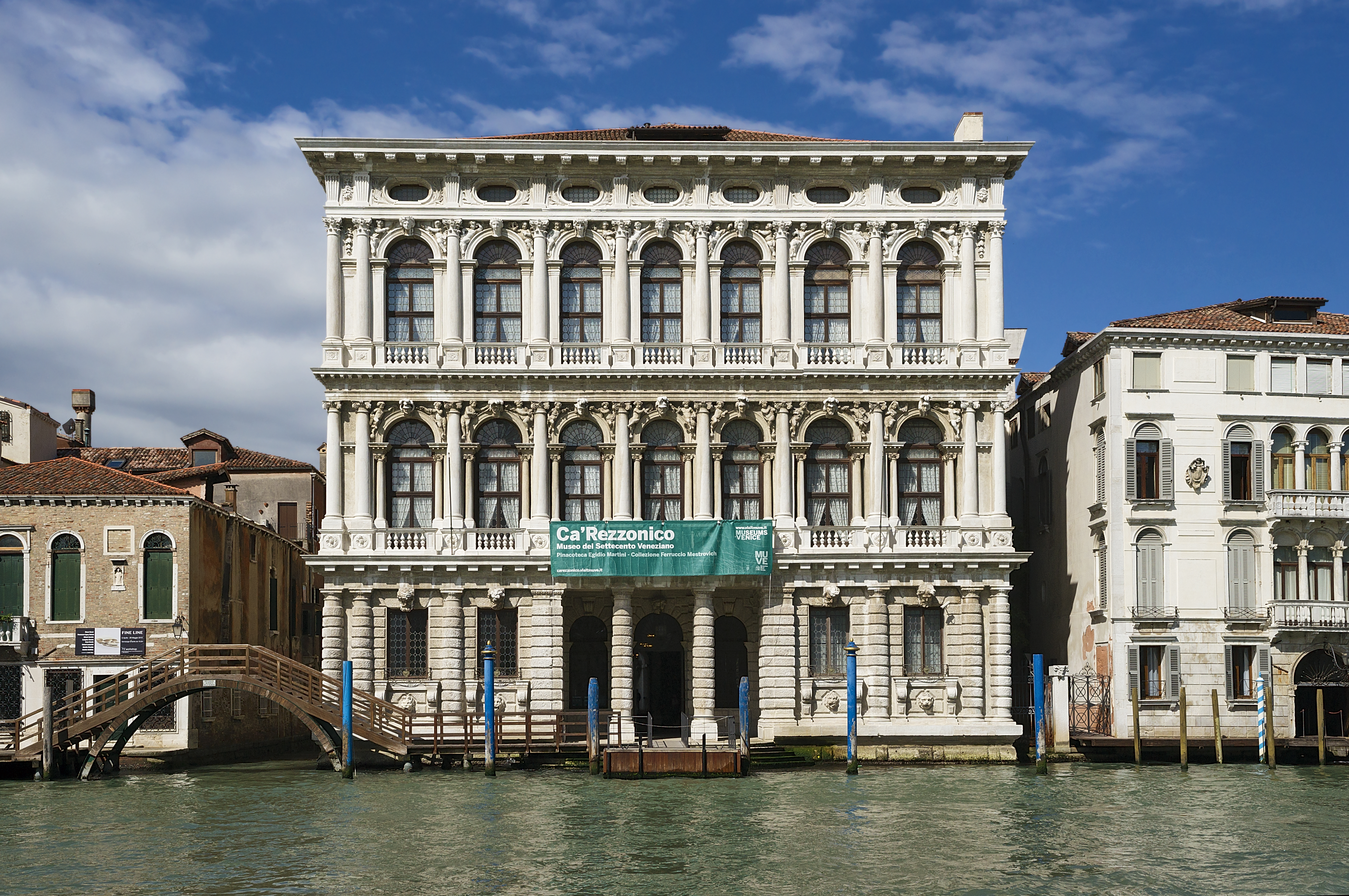
Ca' Rezzonico
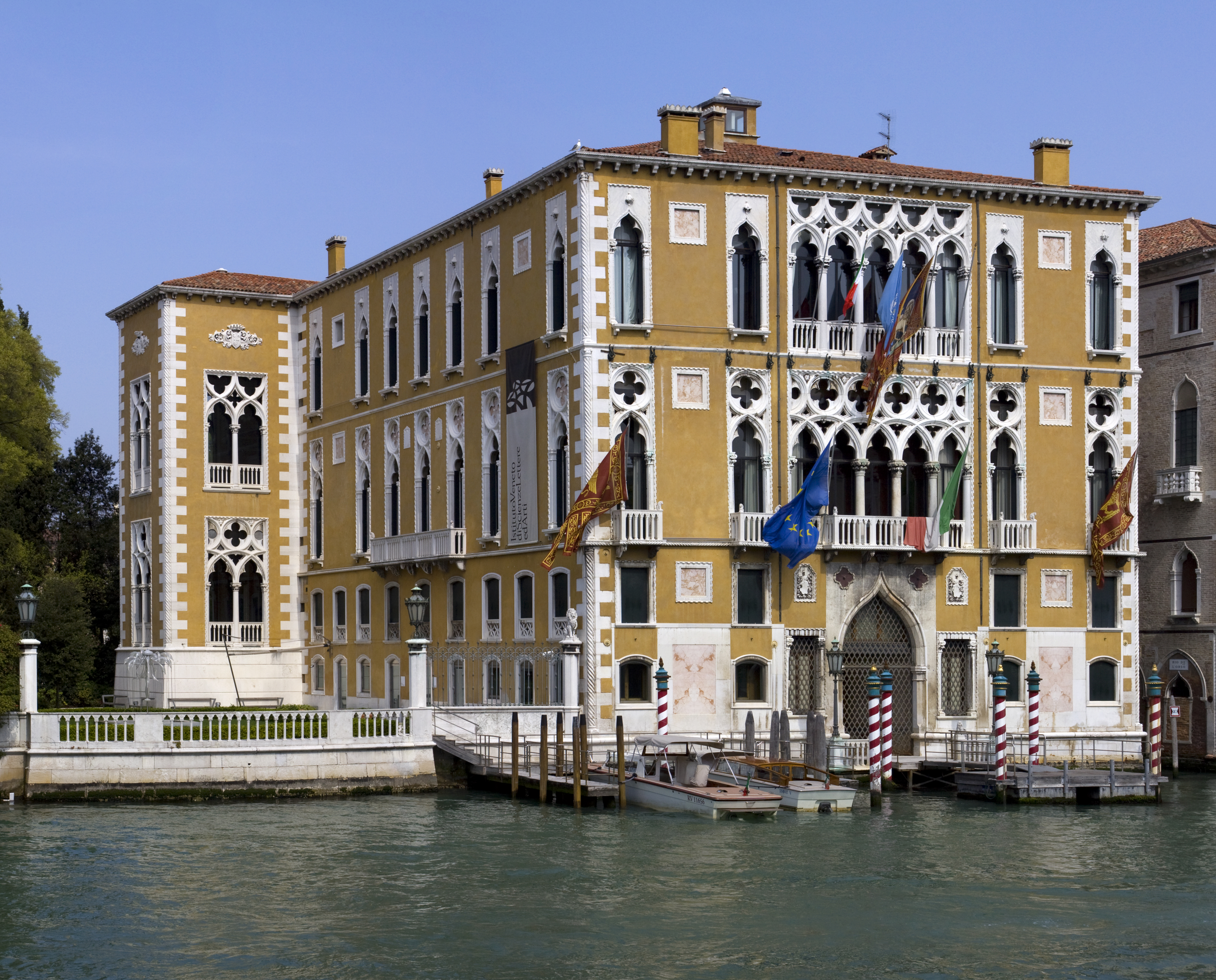
Palazzo Cavalli-Franchetti

### Ostatní
- Zvonice svatého Marka (Campanile di San Marco), která je dominantou panoramatu města
- Benátský arzenál, historická loděnice a zbrojírna Benátek, historicky jedno z prvních míst světa, kde byla výroba organizována průmyslovým způsobem.
- Biblioteca Marciana čili Stará knihovna v pozoruhodné budově ze 16. století
- Scuola Grande di San Marco a další budovy historických cechů a bratrstev
- Teatro La Fenice, známé operní divadlo

## Muzea a galerie

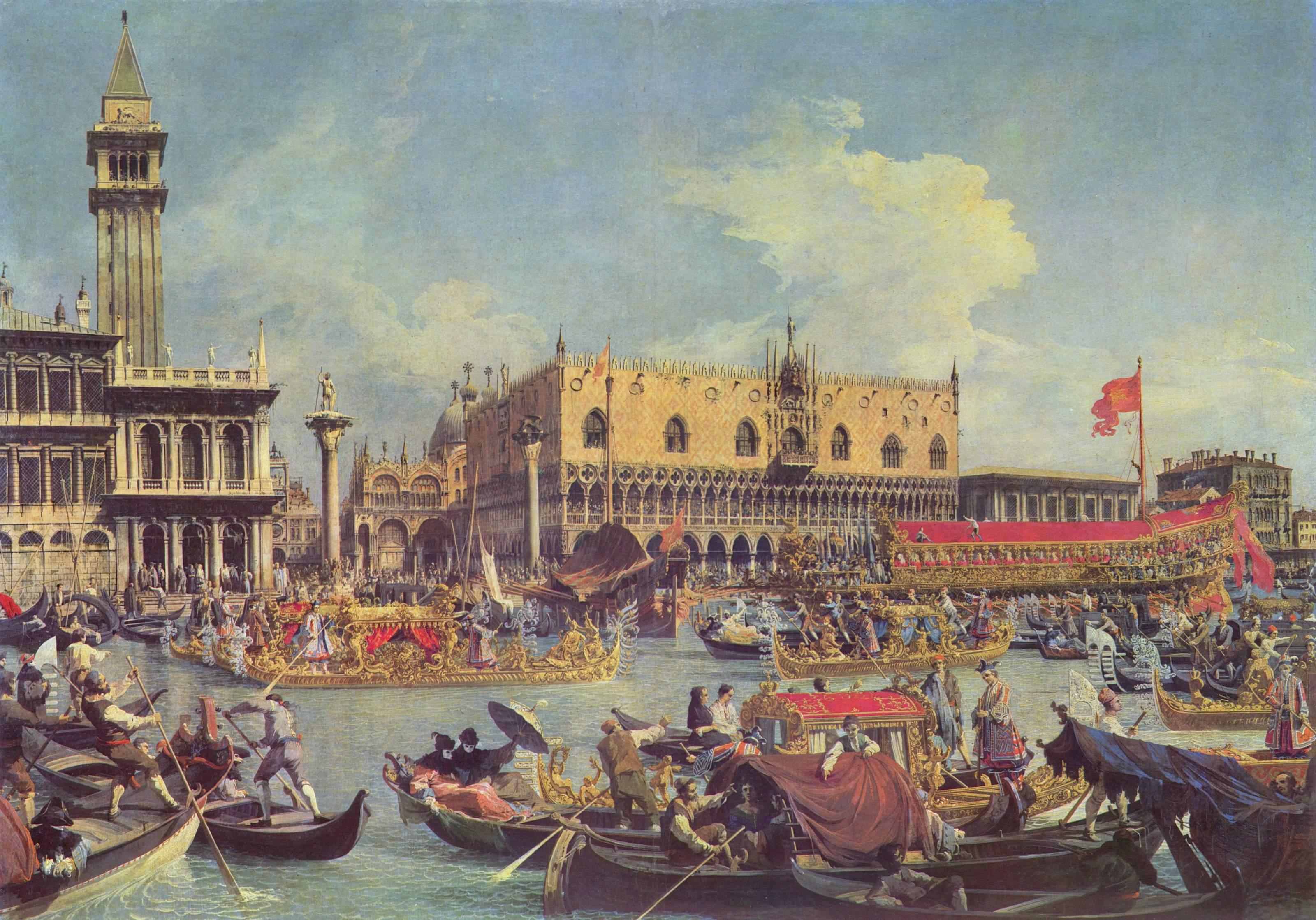
Návrat Bucintora do přístavu na svátek Nanebevstoupení, obraz od Canaletta, 1732

- Galleria dell'Accademia – největší sbírka benátského umění, evropská malba od gotiky (kolekce Belliniů) přes mistry renesance (Tizian, Tintoretto, Tiepolo) a baroka (Rubens)
- Museo Forrer a Museo archeologico nazionale – nejstarší veřejná sbírka starého umění (malířství, sochařství i umělecká řemesla), součást městských uměleckých a historických sbírek (Musei civici di Venezia) a prohlídkového okruhu, který zahrnuje také Dóžecí palác a sbírku benátského umění 18. století v Ca'Rezzonico; expozice od antického sochařství přes středověké a renesanční umělecké řemeslo a cechovní památky až po 19. století, vynikající kolekce dóžecí sbírky malby a zbrojnice, panoramatických obrazů benátských slavností, expozice knihtisku
- Museo ebraico di Venezia – velká sbírka památek benátské židovské kultury, v židovské osadě, součást čtvrti Cannaregio
- Galerie moderního umění Peggy Guggenheimové – fundace americké sběratelky umístěná v její vlastní rezidenci
- Museo di storia naturale di Venezia – přírodovědné muzeum Benátska, mj. pozoruhodná sbírka mořské fauny a minerálů

## Benátské gondoly

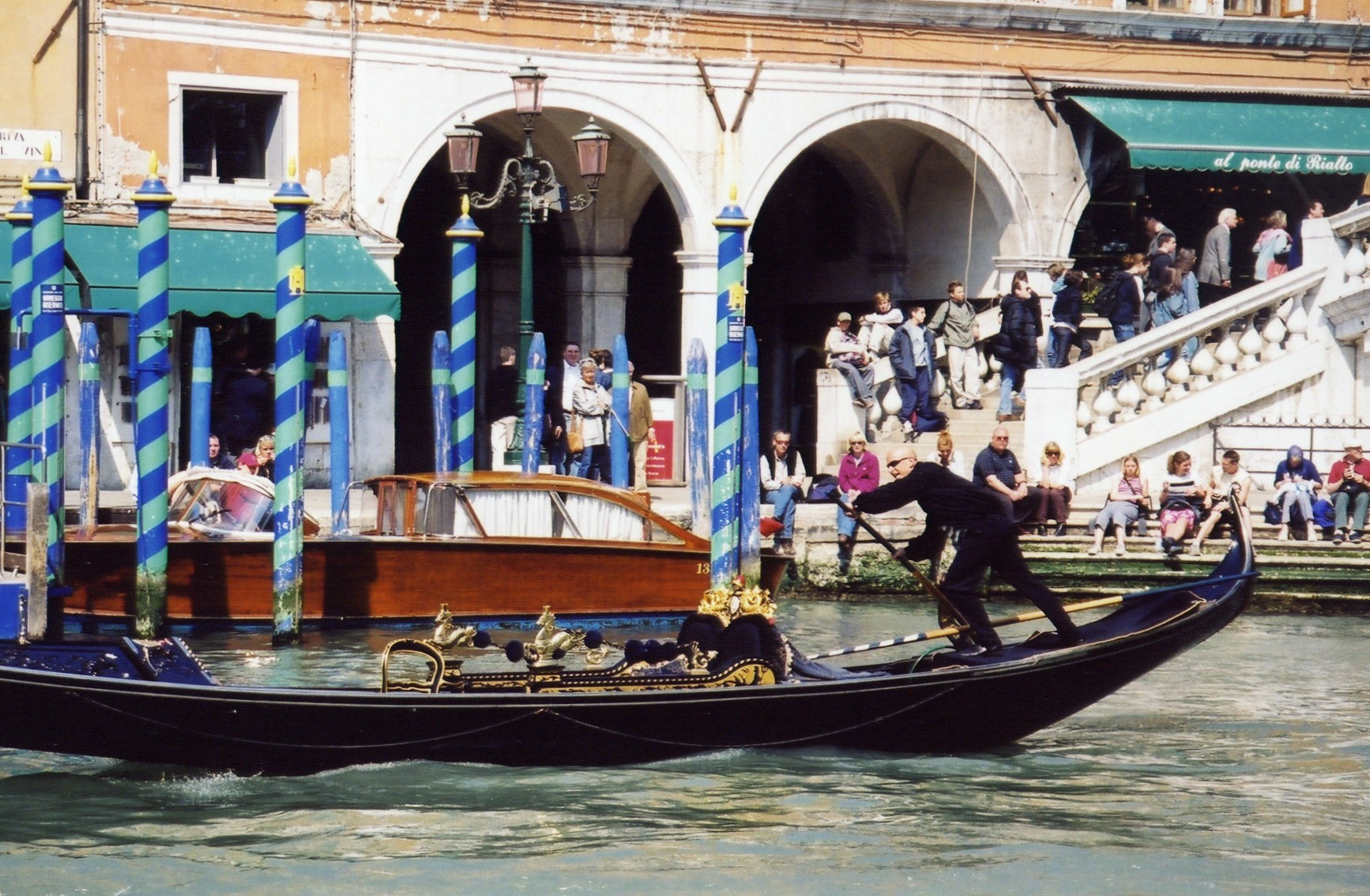
Typická benátská gondola

Gondoly tvoří neoddělitelnou součást života v Benátkách již od 11. století. Štíhlým trupem a plochým dnem jsou skvěle přizpůsobeny pro plavbu úzkými a mělkými kanály. Gondola je směrem k přídi mírně zahnutá doleva, což zabraňuje tomu, aby se točila pořád dokola. Výroba jedné takové gondoly trvá přibližně 500 hodin na dno se používá borovice na boky pak třešeň.
V roce 1562 bylo vydáno nařízení, že všechny gondoly musí být černé, aby se zamezilo okázalým projevům bohatství. Při zvláštních příležitostech je krášlí květiny. Patronem gondoliérů je český světec Jan Nepomucký. Jeho socha stojí u kostela svatého Jeremiáše a je dnes jedinou sochou umístěnou na břehu Canalu Grande. Každoročně konaná Regatta Storica vede právě k ní a otáčí se u kůlu, stojícího u její paty.
Gondoliér muže být každý za předpokladu že splní dané podmínky a ty jsou školení, praxe a závěrečná zkouška obsahující historii a architekturu Benátek mimo to ještě musí splňovat přísný dress code a to například že proužky na jejich košilích nesmí být širší než 3 centimetry.
Plavba gondolou není levná (90 € za půlhodinu plavby v roce 2024, 110 € při plavbě po 19. hodině) a obvykle ji využívají turisté. Mnohem levnější je tzv. traghetto (přívoz, cena 2 € v roce 2016) nebo vaporetto (vodní autobus, cena 9,50 € v roce 2024 nebo jízdenka na 24 hodin za 25 €).

## Obyvatelé
Dnes je pravých Benátčanů méně než před 20, 40 či 60 lety; úbytek v historických čtvrtích a na ostrovech je výrazný již od poloviny 20. století Lidé se z historické části Benátek stěhují jinam, do jiných měst nebo například do Mestre. Důvodem jsou příliš vysoké nájmy.
Na druhou stranu však počet obyvatel v historických čtvrtích Benátek a na ostrovech není ani dnes zanedbatelný -
(přibližné souhrnné počty obyvatel historických částí laguny: 1951 - 219 tisíc ob.,  1971 - 157 tisíc, 1991 - 124 tisíc, 2001 - 98 tisíc, 2018 - 81 tisíc)

### Slavní rodáci
Ke slavným benátským rodákům patří například:
- Marco Polo (1254–1324), benátský kupec a cestovatel
- Evžen IV. (1383–1447), 207. papež od roku 1431 až do své smrti
- Giovanni Bellini (okolo 1430–1516), malíř, zakladatel benátské renesanční malby
- Kateřina Cornaro (1454–1510), v letech 1474–1489 kyperská královna
- Tizian (mezi 1480 a 1485 do 1576), italský renesanční malíř
- Tintoretto (1518–1594), italský renesanční malíř
- Paolo Veronese (1528–1588), italský renesanční malíř
- Veronica Franco (1546–1591), italská básnířka a kurtizána
- Giovanni Gabrieli (1556–1612), skladatel a varhaník
- Alexandr VIII. (1610–1691), 241. papež od roku 1689 až do své smrti
- Barbara Strozziová (1619–1677), benátská zpěvačka a hudební skladatelka.
- Antonio Vivaldi (1678–1741), italský kněz, barokní hudební skladatel a houslový virtuóz
- Klement XIII. (1693–1769), 248. papež od roku 1758 až do své smrti
- Canaletto (1697–1768), italský malíř a rytec
- Carlo Goldoni (1707–1793), italský dramatik
- Giovanni Battista Piranesi (1720–1778), malíř, rytec, grafik, archeolog a kunsthistorik
- Giacomo Casanova (1725–1798), italský spisovatel, špión a diplomat
- Terence Hill (* 1939), italský herec, filmový producent, scenárista a režisér

### Vývoj počtu obyvatel (včetně Mestre)
Počet obyvatel

## Partnerská města
- Sarajevo, Bosna a Hercegovina (1994)
- Tallinn, Estonsko
- Su-čou, Čína (1980)
- Cropani, Itálie

## Dohody o spolupráci
- Norimberk, Německo (1954)
- Istanbul, Turecko (1993)
- Kedke, Řecko (2000)
- Čching-tao, Čína (2001)
- Soluň, Řecko (2003)
- Fort Lauderdale, USA (2007)
- Terst, Itálie (10. červen 2008)

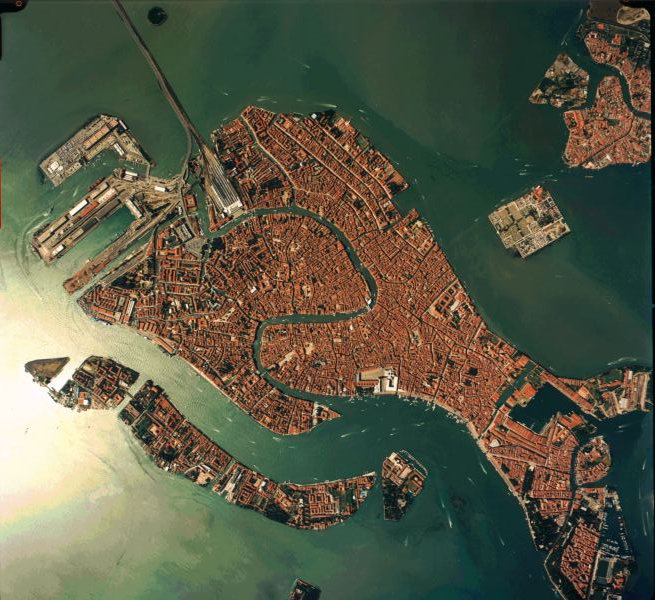
Benátky ze satelitu. Dole Giudecca, vlevo nahoře železniční most a nádraží.

## Zajímavosti
- Jedna z nejužších ulic na světě se nachází právě v Benátkách. Ramo Varisco je jenom 52 cm široká.[15]
- Domy v Benátkách jsou číslované v rámci čtvrtí, kterých tam je šest, a ne podle daných ulic.[16]
- V roce 1608 právo říkalo, že nošení masek je povoleno pouze během slavného Benátského karnevalu. Kdo toto pravidlo poruší, může strávit až dva roky ve vězení nebo ho čekalo bičování či veřejný posměch
- Krmení holubů na Piazza San Marco je protizákonné. I když fotka s krmením holubů se stala téměř nutností pro každého turistu, pozor na to, krmení je od roku 2008 zakázáno. Mimo to ve městě platí spousta dalších zákazu jako například : máchaní a plavání ve vodních kanálech, sezení a ležení na zemi, konzumace jídla na jiných místech než k tomu určených, jízda na kole nebo chůze bez oblečení s odhalenou hrudí a v bikinách za ignorování těchto zákazu hrozí vysoké pokuty nebo vykázání z města.[17][18]
- Benátky se „potápějí“ o 1–2 milimetrů za rok.[19] Na problém upozorňuje i umělec Lorenzo Quinn svérázným způsobem – sochou ve tvaru rukou, které podpírají hotel nad Grand Canal.[20] Za posledních 30 let se město propadlo o 13 cm (více než stoupla hladina) díky odčerpávání spodní vody, což bylo zakázáno.[21]
- Ve městě je od roku 2019 zpoplatněn vstup pro turisty a od roku 2022 zavedená povinná rezervace vstupu. To se však týká pouze určitých dní v roce, především v turistické sezóně od dubna do července. [22] [23]